# Gouvernement de Catalogne
Le gouvernement de Catalogne (en catalan : Govern de Catalunya, en espagnol : Gobierno de Cataluña) est l'institution exerçant le pouvoir exécutif et réglementaire en Catalogne.
Dirigé par le président de la Généralité et composé de conseillers (en catalan : consellers), ses attributions sont régies par le statut d'autonomie. Il siège au palais de la Généralité, à Barcelone.

## Composition

### Président
Le président de la généralité de Catalogne préside le gouvernement. À ce titre, il fixe les lignes directrices de son action, convoque et préside les réunions du gouvernement, nomme et démet les conseillers, et signe les décrets adoptés par le gouvernement.
L'article 69 du statut de 2006 lui permet en outre de nommer un premier conseiller, qui l'assiste ou le supplée dans l'exercice de ses fonctions. Il est également possible de nommer, en lieu et place du premier conseiller, un vice-président, mais celui-ci doit obligatoirement diriger un département exécutif.

### Membres
Les membres du gouvernement catalan — comme l'ensemble de leurs collègues des autres communautés autonomes — portent le titre de « conseiller » (conseller). Ils sont tous placés à la tête d'un département exécutif (departament) et exercent un rôle équivalent à celui de ministre.
Chaque département comprend un secrétaire général et plusieurs services, éventuellement réunis au sein de directions générales.

## Fonctionnement
Le gouvernement est un organe collégial, et se réunit sur convocation du président. Pour que les délibérations et textes qu'il adopte soient valides, la présence du président — ou du premier conseiller le cas échéant — et de la moitié des conseillers est requise. Les décisions sont prises à la majorité ; en cas d'égalité des voix, celle du président est prépondérante.
Les membres du gouvernement sont tenus de garder le secret des délibérations, des opinions et des votes émis par chacun.
Les décisions doivent ensuite être constatées par des actes, qui devront être communiqués par le secrétaire du gouvernement.

## Fonctions
Le gouvernement de Catalogne est chargé :
- d'élaborer et d'appliquer le budget de la communauté autonome ;
- d'approuver les projets de loi et les décrets législatifs ;
- d'exercer le pouvoir réglementaire ;
- d'accepter ou refuser l'ouverture de la procédure législative de certaines propositions de loi ;
- de nommer et révoquer les hauts fonctionnaires ;
- de désigner les représentants de la Généralité dans divers institutions, organismes, entreprises, et une partie des membres du conseil des garanties statutaires (Consell de Garanties Estatutàries ou Consejo de Garantías Estatutarias) ;
- d'adopter les mesures réglementaires pour l'exécution des traités et conventions internationales ;
- d'approuver les projets de conventions d'accord de coopération avec les autres communautés autonomes espagnoles ;
- d'effectuer les éventuels recours en inconstitutionnalité, et de se porter devant le Tribunal constitutionnel en cas de recours affectant la Catalogne ou de conflit de compétences.